# Szondi József
Szondi József László (Budapest, 1954. július 7. –) gépészmérnök, repülőgépészeti szakmérnök, cégvezető, feltaláló. Neve az egy oldalon függesztett tolókapu szabadalma után vált ismertté.

## Családja
Apja, Szondi József Mihály elektromérnök, számos találmány tulajdonosa. Anyja, Vozil Zsuzsanna matematika tanárnő. Felesége Varga Gabriella okl. könyvelő.
Gyermekei: Zsuzsanna, építészmérnök, Zoltán, vidékfejlesztési agrármérnök.

## Munkássága
További találmányai: ellipszis körző, valamint a "Gázfejlesztő, vegyes tüzelésű, kétlépcsős, alapvetően gumiabroncs üzemű kazán". "Vízen vitorlázás hatékonyságát segítő duplán kivitelezett, duplahéjú, reffelhető nagyvitorla rendszer árbóc illetve latnirendszerei".
Fejlesztései: tandemizáló, tűzikovács-technológia.
Munkahelyei: 1977–1983: MÉM Repülőgépes Szolgálata, 1983: Búra Gmk, 1983-tól: Szondi Lakatosipari kft.